# Cactus Air Force
Con Cactus Air Force (CAF) ci si riferisce alla forza aerea alleata attiva sull'isola di Guadalcanal dall'agosto 1942 al dicembre dello stesso anno che accompagnò fin dalle prime fasi la campagna di Guadalcanal; la CAF operò soprattutto dall'aeroporto dell'Henderson Field. Dopo dicembre, il nome ufficiale della CAF divenne Allied Air Forces in The Salomons, ma il termine originario venne usato ancora frequentemente. Il termine "Cactus" deriva dal nome in codice dato dagli Alleati all'isola. Nell'aprile del 1943 il nome cambiò nuovamente in AirSols.

## Antefatto
Il 7 dicembre 1941 i Giapponesi attaccarono la flotta statunitense del pacifico a Pearl Harbor, nelle Hawaii. L'attacco decimò buona parte della flotta di navi da guerra degli Stati Uniti e portò a uno stato di guerra tra le due nazioni. I leader giapponesi cercarono di neutralizzare la flotta americana, prendersi i possedimenti ricchi di risorse naturali e ottenere basi militari strategiche per difendere il loro esteso impero. Le forze giapponesi attaccarono e presero anche il controllo di Hong Kong, le Filippine, la Thailandia, Malaya, Singapore, le Indie olandesi dell'est, Wake Islands, e Guam.
Due attacchi dei giapponesi per estendere il loro perimetro difensivo nel Pacifico meridionale e centrale furono contrastati nella Battaglia del Mar dei Coralli (maggio 1942) e nella battaglia delle Midway (giugno 1942). Queste due strategiche vittorie degli Alleati diedero l'opportunità di prendere l'iniziativa e lanciare una controffensiva contro i giapponesi, da qualche parte nel pacifico. Gli Alleati scelsero le Isole Salomone, specificatamente le isole meridionali di Guadalcanal, Tulagi e Florida.
Gli strateghi alleati sapevano che la marina giapponese aveva occupato l'isola di Tulagi nel maggio 1942. L'interesse crebbe quando nel luglio 1942 la marina giapponese cominciò a costruire un grande campo di aviazione vicino a Lunga Point nei pressi dell'isola di Guadalcanal. Queste basi, quando completate, avrebbero protetto la più grande base giapponese a Rabaul, minacciando i rifornimenti alleati, le linee di comunicazione nell Sud Pacifico dall'Australia alla Nuova Zelanda, e stabilendo una base di lancio per possibili futuri attacchi offensivi contro le Nuove Ebridi, le Fiji, Samoa e la Nuova Caledonia.
Il piano alleato di attacco delle Salomone del sud fu pianificato dall'ammiraglio della marina militare americana Ernest King, comandante in capo della flotta degli Stati Uniti. King propose una controffensiva per impedire ai giapponesi l'uso delle Isole Salomone del sud come base per minacciare le vie di rifornimento tra gli Stati Uniti, l'Australia, così come di usarle come punti di partenza per campagne con il fine di isolare la nuova e più grande base giapponese a Rabaul e anche per supportare la campagna di Nuova Guinea degli alleati. Tutto ciò aveva anche l'eventuale obiettivo di aprire la strada agli Stati Uniti per riprendersi le Filippine. L'ammiraglio Chester Nimitz, comandante in capo alleato per tutte le forze del Pacifico, creò il South Pacific Theater of Operations, con il vice ammiraglio Robert Ghormley posto al comando il 19 giugno 1942, per dirigere l'offensiva alleata alle Salomone.